# Afro-Américains dans la guerre d’indépendance des États-Unis
Les Afro-Américains ont combattu des deux côtés la Révolution américaine, la cause des Patriotes pour l’indépendance ainsi que dans l’armée britannique. On estime que 20 000 Afro-Américains ont rejoint la cause britannique qui promettait la liberté aux esclaves, en tant que loyalistes noirs. Environ  9 000 Afro-Américains sont devenus des Patriotes noirs par choix inverse. 

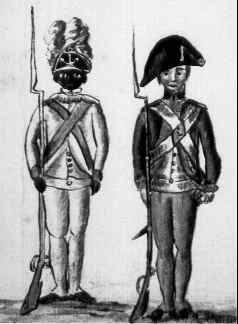

Entre 220 000 et 250 000 soldats et miliciens ont servi la cause américaine au total, ce qui suggère que les soldats noirs représentaient environ 4 % des effectifs des Patriotes. Sur les 9 000 soldats noirs, 5 000 étaient versés dans des troupes combattantes. 
Environ 20 000 personnes ont échappé à l’esclavage, se sont enrôlées et ont combattu pour l’armée britannique. La plus grande partie s'est ralliée après la Proclamation de Dunmore signée dès le 7 novembre 1775, d'autres à la suite la Proclamation de Philipsburg publiée par Sir Henry Clinton le 30 juin 1779. La publication des deux proclamations a incité près de 100 000 esclaves à travers les colonies américaines à s’échapper, attirés par la promesse de la liberté. 

## Sort des loyalistes noirs
Le 21 juillet 1781, alors que le dernier navire britannique quittait Savannah, plus de 5 000 esclaves afro-américains ont été transportés avec leurs maîtres loyalistes vers la Jamaïque ou Saint Augustine. Environ 300 Noirs de Savannah n’ont pas été évacué. Craignant d’être réasservis ils ont établi une colonie dans les marécages de la rivière Savannah. En 1786, beaucoup étaient de nouveau en esclavage. 500 autres esclaves ont été emmenés avec leurs maîtres loyalistes dans l’est de la Floride, qui est restée sous contrôle britannique. 
Après la guerre, de nombreux Noirs affranchis vivant à Londres et en Nouvelle-Écosse ont été victimes de discrimination. Des partisans en Angleterre ont organisé l’établissement d’une colonie en Afrique de l’Ouest pour la réinstallation des Noirs pauvres de Londres, dont la plupart étaient autrefois esclaves en Amérique. Freetown a été le premier établissement de ce qui est devenu la colonie de la Sierra Leone. On a également demandé aux loyalistes noirs de la Nouvelle-Écosse s’ils voulaient déménager. Beaucoup ont choisi d’aller en Afrique et, le 15 janvier 1792, 1 193 Noirs ont quitté Halifax pour l’Afrique de l’Ouest et une nouvelle vie. Plus tard, la colonie africaine a été complétée par des marrons Afro-Caribéens transportés par les Britanniques depuis la Jamaïque, ainsi que par des Africains qui ont été libérés par les Britanniques après que la Grande-Bretagne ait interdite en 1807 la traite atlantique des esclaves.

## Destin des Black Patriots
Les patriotes afro-américains qui ont servi dans l’armée continentale ont constaté que l’après-guerre leur réservait peu de récompenses. Les législatures d’États tels que le Connecticut et le Massachusetts en 1784 et 1785, respectivement, ont interdit à tous les Noirs, libres ou esclaves, de faire partie l'armée. Les États du Sud ont également interdit à tous les esclaves d’entrer dans leurs milices. La Caroline du Nord faisait partie des États qui ont autorisé les personnes de couleur libres à servir dans leurs milices et à porter les armes jusque dans les années 1830. En 1792, le Congrès des États-Unis exclut formellement les Afro-Américains du service militaire, n’autorisant que les « citoyens blancs libres et valides » à servir. 
Au moment de la ratification de la Constitution en 1789, les hommes noirs libres pouvaient voter dans cinq des treize États, dont la Caroline du Nord. Cela démontrait qu’ils étaient considérés comme des citoyens non seulement de leurs États, mais aussi des États-Unis. 
De nombreux esclaves qui ont combattu pendant la guerre ont obtenu la liberté. Mais certains propriétaires ont renié leur promesse de les libérer après leur service militaire. Seuls 500 Afro-Américains ont demandé une pension de la guerre d’indépendance. 
Au cours des deux premières décennies qui ont suivi la Révolution, la plupart des États du Nord ont aboli l’esclavage, certains comme le Vermont et le Massachusetts l’ont fait pendant la période révolutionnaire.  En 1810, environ 75 % de tous les Afro-Américains du Nord étaient libres. En 1840, pratiquement tous les Afro-Américains du Nord étaient libres.
Bien que les législatures des États du Sud aient maintenu l’institution de l’esclavage, dans le Haut-Sud, en particulier, de nombreux propriétaires d’esclaves ont été inspirés par des idéaux révolutionnaires pour libérer les personnes qu’ils avaient réduites en esclavage. De plus, à cette époque, les prédicateurs méthodistes, baptistes et quakers exhortaient également à l’affranchissement. La proportion de Noirs libres dans le Haut-Sud est passé de moins de 1 % de la population noire à plus de 10 %, alors même que le nombre d’esclaves augmentait globalement. Dans le Delaware, près de 75 % des Noirs étaient libres en 1810. C’était également le résultat d’une économie en mutation, car de nombreux planteurs étaient passés du tabac à forte intensité de main-d’œuvre aux cultures de produits mixtes, avec moins de besoin en main-d’œuvre.